# Petäjäsaari (ö i Finland, Norra Österbotten, Koillismaa, lat 65,81, long 28,46)
Petäjäsaari är en ö i Finland. Den ligger i sjön Kostonjärvi och i kommunen Taivalkoski i den ekonomiska regionen  Koillismaa ekonomiska region  och landskapet Norra Österbotten, i den nordöstra delen av landet, 600 km norr om huvudstaden Helsingfors. Öns area är 9 hektar och dess största längd är 450 meter i sydöst-nordvästlig riktning.